# 夏之宁
夏之宁（1961年—），四川富顺人，汉族，中华人民共和国政治人物、第十一届全国人民代表大会重庆地区代表。
毕业于丹麦哥本哈根大学化学院分析生物化学专业。加入农工党。担任农工党重庆市委副主委，重庆大学校长助理、统筹城乡发展研究院副院长。2008年起担任全国人大代表。